# 斯盧普波因特 (北卡羅萊納州)
斯盧普波因特（英語：Sloop Point）是位於美國北卡羅萊納州彭德縣的非建制地區。

## 歷史
斯盧普波因特的郵局於1879年設立，其後於1936年停運。

## 地理
斯盧普波因特所處的海拔為高於海平面1米（即3英呎），而該地所採用的時區為UTC-5，即北美东部时区（EST）。同時該地設有夏令時間，為UTC-5調快一小時，即UTC-4（EDT）。